# Gabriel, Duque de Dalarna
Gabriel Carlos Valter (em sueco: Gabriel Carl Walther Bernadotte; Danderyd, 31 de agosto de 2017) é um príncipe da Suécia. Ele é o segundo filho do príncipe Carlos Filipe, Duque da Varmlândia, e sua esposa, a princesa Sofia, Duquesa da Varmlândia. Sendo o sexto neto no geral do rei Carlos XVI Gustavo e da rainha consorte a Sílvia da Suécia; após os seus primos Estele, Leonor, Nicolau, Oscar e o seu irmão maior: o príncipe Alexandre, Duque de Sudermânia.
Ele é o sexto na linha de sucessão ao trono sueco.

## Nascimento
Gabriel Carlos Valter nasceu às 11h24min de quinta-feira 31 de agosto de 2017 no Hospital de Danderyd, Estocolmo, Suécia, sendo o segundo filho do príncipe Carlos Filipe, Duque da Varmlândia e sua esposa, a Sofia, Duquesa da Varmlândia. Ao nascer pesava 3.400 Kg e media 49 cm. Ele tem um irmão maior: o príncipe Alexandre, Duque de Sudermânia.
O seu nome foi anunciado em 4 de setembro de 2017, por seu avô Carlos XVI Gustavo da Suécia, como sendo: Gabriel Carlos Walter. No anúncio foi comunicado também que ele havia recebido o Ducado de Dalarna.

### Batismo
Gabriel foi batizado no dia 1º de dezembro de 2017 na Capela do Palácio de Drottingholm, na ilha de Lovön na cidade de Estocolmo em comunhão com a Luteranismo da Igreja da Suécia, com as águas da fonte real da ilha sueca de Öland, a cerimônia foi celebrada pelo arcebispo emérito o Anders Wejryd (ao invés de Antje Jackelén).
No seu batizado, a sua mãe, a princesa Sofia, Duquesa da Varmlândia, surpreendeu na cerimônia ao usar um traje típico sueco regional de Dalarna, uma referência simbólica, uma vez que Gabriel ao nascer recebeu o título de Duque de Dalarna, uma das 21 províncias que compõem a Suécia.
Os seus padrinhos são: a princesa Madalena, Duquesa da Helsíngia e Gestrícia (tua tia paternal, até então grávida pela terceira vez de Adriana), a Sara Hellqvist (tua tia materna; a irmã caçula de sua mãe), o Oscar Kylberg (um amigo próximo e também sócio de seu pai), a Carolina Pihls (amiga próxima e sócia de sua mãe) e ainda Thomas de Toledo Sommerlath (um primo materno do seu pai).
Desde junho de 2017, a sua família vive na mansão de Villa Solbacken na Suécia, a residência oficial da família, por consequência Gabriel vive lá desde então. Antes disso, a família vivia no Pavilhão da Rainha no Palácio de Rosendal, devido as reformas na Villa Solbacken.

## Deveres oficiais
No dia 7 de outubro de 2019, o seu avô paterno, o rei Carlos XVI Gustavo da Suécia, anunciou oficialmente mudanças na Casa Real de Bernadotte, "para estabelecer quais membros da Família Real Sueca atenderiam compromissos ligados à Chefia de Estado". No comunicado foi anunciado que Gabriel perderia o seu tratamento de "Sua Alteza Real", que não atenderia compromissos oficiais no futuro e que não faria mais parte da Casa Real de Bernadotte, apenas da família real sueca.

## Aparições públicas
Fotos e vídeos de Gabriel são divulgadas periodicamente pela Casa Real, principalmente em seu aniversário e em outras ocasiões especiais, como durante a época do Advento de 2020.

## Títulos

### Títulos e estilos
- 31 de agosto de 2017 - 6 de outubro de 2019: Sua Alteza Real, o Príncipe Gabriel da Suécia, Duque de Dalarna[1]
- 6 de outubro de 2019 - presente: Príncipe Gabriel da Suécia, Duque de Dalarna

### Brasão
| Brasão de Gabriel | Monograma real de Gabriel |